# Steven Irwin
Steven Irwin (Liverpool, 29 de setembro de 1990) é um futebolista inglês. Atua como zagueiro podendo ser improvisado como volante. Foi promovido no time profissional do Liverpool em julho de 2008, após nove anos na Academia.